# Dawn (Tageszeitung)
Dawn (englisch für „Morgendämmerung“) ist eine englischsprachige nationale Tageszeitung in Pakistan.
Dawn wurde 1942 in von Mohammed Ali Jinnah in Delhi, Indien gegründet. Seit der Unabhängigkeit und der Teilung Indiens 1947 erscheint die Zeitung in Karachi, Pakistan. Die Zeitung gilt als kritisch und wird dem liberalen Lager zugerechnet.
Es existiert eine Internet- und E-Paper-Ausgabe von Dawn.